# Sydöstra stordistriktet
Sydöstra stordistriktet (fi. Kaakkoinen suurpiiri) är en administrativ enhet i Helsingfors stad. Stordistrikten grundades år 1982 för att underlätta olika myndigheters arbete som tidigare alla använt olika indelningar. Därmed blev det också lättare för stadsborna att följa med de administrativa enheterna. Sydöstra stordistriktet består av följande distrikt:  Brändö distrikt, Hertonäs distrikt och Degerö distrikt.